# Шуберты
Шуберты (нем. von Schubert) — дворянские роды.

## Происхождение и история рода
Александр Шуберт, надворный советник и сыновья его Карл, штабс-капитан и Александр Шуберты 25.10.1840 г. жалованы дипломом на потомственное дворянское достоинство.
Шуберт, Фёдор Фёдорович (1789—1865), генерал-лейтенант, 27.05.1835 жалован дипломом на потомственное дворянское достоинство.

## Описание герба
Щит поделён на четыре части. В малом серебряном щитке архангел Гавриил поражает копьём дракона. В первой и четвёртой частях в красных полях накрест серебряные мечи с золотыми рукоятками остриями вверх к углам. Во втором и третьем голубых полях по золотому длинному кресту. Над ними полукругом по три золотых пятиконечных звезды.
Над щитом дворянский коронованный шлем. На нём серебряный распускающий крылья лебедь вправо с красным языком. Намёт голубой, подложен серебром. Щитодержатели — справа лев, слева белая лошадь. Девиз: «QUO FAS ET GLORIA DUCUNT» (лат. «Ведомые правом и славой») золотом по серебру.